# Anett Stuth
Anett Stuth (* 1965 in Leipzig) ist eine deutsche Fotografin.

## Biografie
Anett Stuth studierte Fotografie an der Hochschule für Grafik und Buchkunst Leipzig, von 1991 bis 1993 bei Arno Fischer und von 1993 bis 1998 bei Timm Rautert (Diplom und Meisterschülertitel). Sie lebt und arbeitet in Berlin.

## Ausstellungen

### Solo
- 2021: Time Loops and Remains, Galerie Kleindienst, Leipzig
- 2020: Time Loops, Galerie LÖHRL, Mönchengladbach
- 2019: Tiefenwirkung, Kommunale Galerie Berlin/Photowerk Berlin
- 2018: Sein Schein Nichtsein, Kunstraum Leipziger Messe (Katalog)
- 2018: Fehlfarben, Galerie Holger Priess, Hamburg
- 2016: Weltansichten, Galerie Kleindienst, Leipzig
- 2016: Weltansichten, Galerie Löhrl, Mönchengladbach
- 2015: Sein Schein Nichtsein, Galerie Holger Priess, Hamburg (Katalog)
- 2013: Ist das Leben ein Spiel?, Galerie Kleindienst, Leipzig
- 2012: Anett Stuth: Raum – Zeit – Bild, Münsterlandmuseum Burg Vischering, Lüdinghausen
- 2011: Nichts bleibt wie es war, Galerie Löhrl, Mönchengladbach
- 2010: Haben Sie nichts vergessen? Kunsthalle Bremerhaven
- 2009: Heute ist Vergangenheit, Galerie Kleindienst, Leipzig
- 2009: Heute ist Vergangenheit, Gesellschaft der Freunde junger Kunst, Baden-Baden
- 2009: Galerie Dörrie und Priess, Hamburg
- 2008: Metamorfosis, Galleria Maior, Pollença
- 2007: Verwandlungen, Galerie Löhrl, Mönchengladbach (Katalog)
- 2006: Räume, Galerie Kleindienst, Leipzig
- 2006: Raum Zeit Bild, Kunstverein Oberhausen
- 2004: Raum Zeit Bild, Löhrl Fotografie – Die Fotogalerie, Mönchengladbach (Katalog)
- 2004: Kölnphoto IV / Kunst Köln, Löhrl Fotografie – Die Fotogalerie
- 2003: Raum Zeit Bild, Galerie Kleindienst, Leipzig
- 1999: Suche, Galerie Paula Böttcher, Berlin
- 1998: Worldmaking, Galerie Paula Böttcher, Berlin / Galerie Hubert Winter, Wien
- 1997: Ortlos, Kunstraum Kuppelhalle Leipzig, Kunstpreis Ars Lipsiensis

### Beteiligungen (Auswahl)
- 2020: Time Present, Deutsche Bank Collection, Palais Populaire, Berlin
- 2020: SUBJEKTIV und OBJEKT. FOTO RHEIN RUHR, Kunsthalle Düsseldorf
- 2019: Visionen der Moderne heute, Museum für Photographie, Braunschweig
- 2019: Meisterstück, Hauptwerke aus der Kunstsammlung der Sparkasse Leipzig, ZAK, Zentrum für Aktuelle Kunst, Berlin
- 2019: Image of Thought, Kunsthaus Potsdam
- 2017: lieux de mémoire | Erinnerungsorte, pavlov’s dog, Berlin
- 2017: Von (Ab)Wesenheiten, Kunsthalle der Sparkasse Leipzig
- 2016: Zerlegt! Montiert!, Museum Ratingen (Katalog)
- 2015: Queensize. Female artists from the Olbricht Collection, me collectors room, Berlin
- 2013/2014: Stillleben. Carl Schuch und die zeitgenössische Stilllebenfotografie , Herforder Kunstverein im Daniel-Pöppelmann-Haus e.V., Herford; Museum Ratingen, Ratingen; Siegerlandmuseum im Oberen Schloss, Siegen; Stadtmuseum Siegburg, Siegburg; Städtisches Kramer-Museum, Kempen; Kunstsammlungen Zwickau, Zwickau (Katalog)
- 2010: Masterpieces of Photography, Visual Gallery Photokina, Köln[1]
- 2009: F/Stop – 3. Internationales Fotografiefestival Leipzig[2]
- 2008/2009: Mit Abstand ganz nah. Fotografie aus Leipzig, Kunstsammlungen der Städtischen Museen Zwickau; Museum der Stadt Ratingen; Kunstmuseum Dieselkraftwerk Cottbus (Katalog)
- 2003/2004: Solo Mortale (mit Jonathan Meese u. a.), Kassler Kunstverein Fridericianum (Kassel)[3] (Katalog)
- 2002: Gegenüber. Menschenbilder in der Gegenwartsfotografie, Landesgalerie Linz am Oberösterreichischen Landesmuseum (Katalog)[4]

## Sammlung
- Werke in der Sammlung Fotografie des Kunstmuseums Dieselkraftwerk Cottbus

## Kataloge
- Anett Stuth: Sein Schein Nichtsein, Gestaltung: Kerstin Riedel, Texte: Michaela Nolte, Hatje Cantz Verlag, Berlin, 2015, ISBN 978-3-7757-3916-0
- Mit Abstand – ganz nah. Fotografie aus Leipzig, mit Textbeiträgen von Carmen Schliebe und Susanne Holschbach, Kerber Verlag, Bielefeld 2008, ISBN 978-3-86678-189-4
- Anett Stuth: Heute ist Vergangenheit. Today is the Past, Text: Michaela Nolte, Lubok Verlag 2009, ISBN 978-3-941601-03-1
- Anett Stuth: Verwandlungen, Löhrl Fotogalerie Mönchengladbach 2007
- solo mortale 2003/04, Kasseler Kunstverein (Hg.), Ausstellung: 13. Dezember 2003 – 18. Juli 2004, ISBN 3-927941-34-4
- Martin Hochleitner u. a. (Text): Gegenüber. Menschenbilder in der Gegenwartsfotografie, Verlag Fotohof edition, Salzburg 2002, ISBN 978-3-901756-30-6[5]